# Rudolf (kardynał)
Rudolf (zm. ok. 1167) – włoski kardynał diakon S. Lucia in Septisolio od grudnia 1143 roku, z nominacji papieża Celestyna II.  Podpisywał bulle papieskie między 29 grudnia 1143 a 12 czerwca 1158. W 1159 poparł Aleksandra III i podpisał list w jego obronie adresowany do cesarza Fryderyka I. W kwietniu 1160 roku znalazł się wśród sygnatariuszy manifestu kardynałów popierających Aleksandra III przeciwko antypapieżowi Wiktorowi IV. Po raz ostatni pojawia się w źródłach w lipcu 1167, uczestnicząc wraz ze swymi bratankami w akcie donacyjnym na rzecz eremu z Camaldoli.